# أحمد نور الدين
أحمد نور الدين واسمه الكامل أحمد بن علي نور الدين، ولد في 22 أبريل 1912 في سوسة وتوفي في 12 أكتوبر 2007 في نفس المدينة، هو سياسي تونسي.

هو خال حامد القروي الذي كان وزيرًا أولاً بين 1989 و1999.

## التكريم
بعد وفاته في 2007، تلقى مجموعة كبيرة من الإشادات. نشرت بلدية سوسة كتيب من 50 صفحة بالعربية والفرنسية عنوانه لذكرى المناضل أحمد نور الدين (À la mémoire du militant Ahmed Noureddine)، يتضمن تقديما لمراحل مختلفة من حياته المهنية والسياسية، إضافة إلى شهادات من طلابه السابقين، وصور وقصاصات صحفية وغيرها. 

بمقتضى أمر مؤرخ في 20 أكتوبر 2011 ونشر في الرائد الرسمي للجمهورية التونسية في 28 أكتوبر، تم تغيير اسم معهد سوسة إلى اسم معهد أحمد نور الدين بسوسة. 

في 2015، نشر إبنه علي كتابا حوله عنوانه Ahmed Noureddine. Vie d'un patriote (أحمد نور الدين، حياة رجل وطني)، سرد فيه حياته النضالية والمهنية.

## مقالات ذات صلة
- الحركة الوطنية التونسية
- تاريخ تونس منذ 1956